# Porto de Viana do Castelo

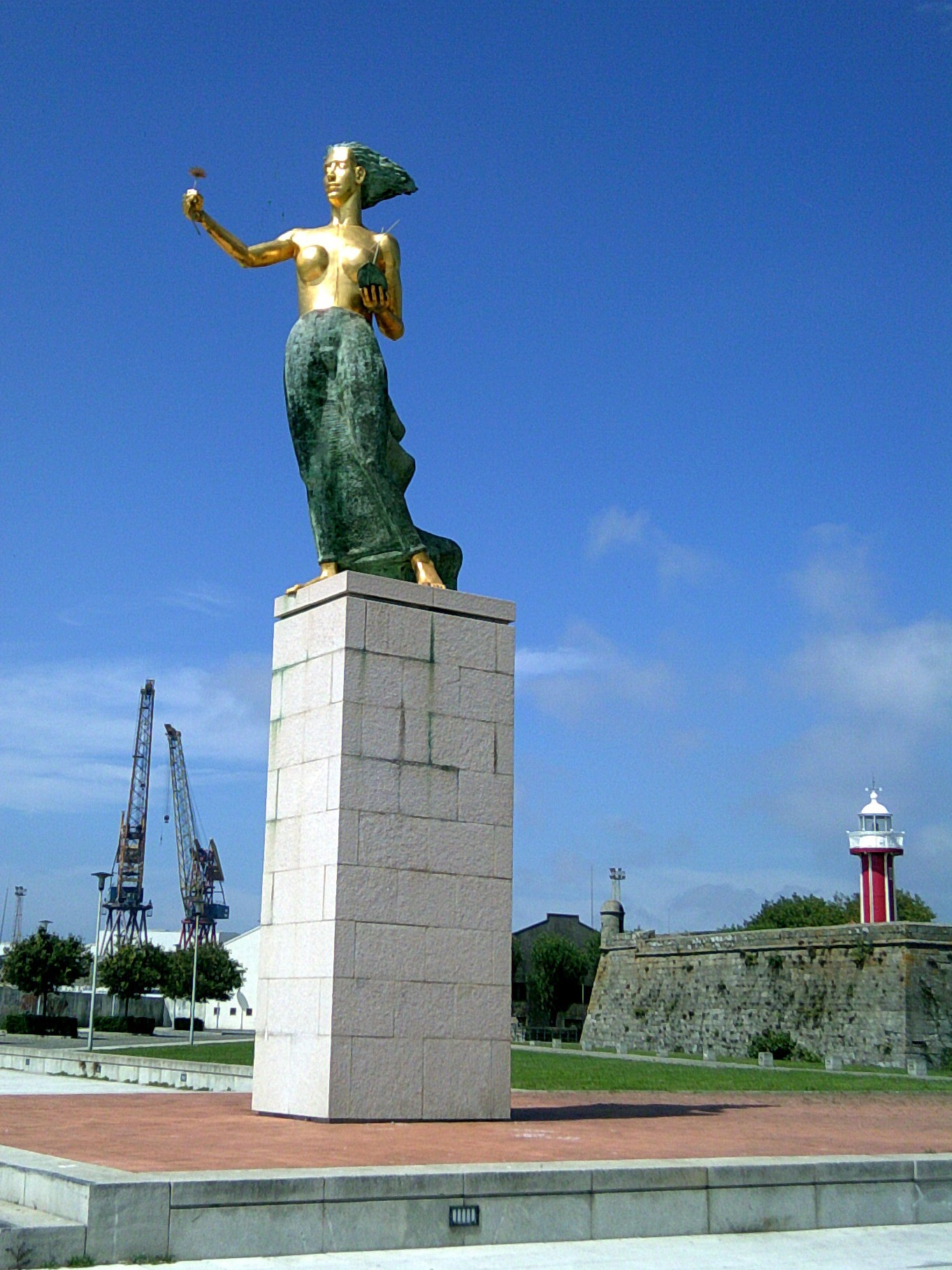
Homenagem à mulher vianesa. Ao fundo, as instalações portuárias e o farol.

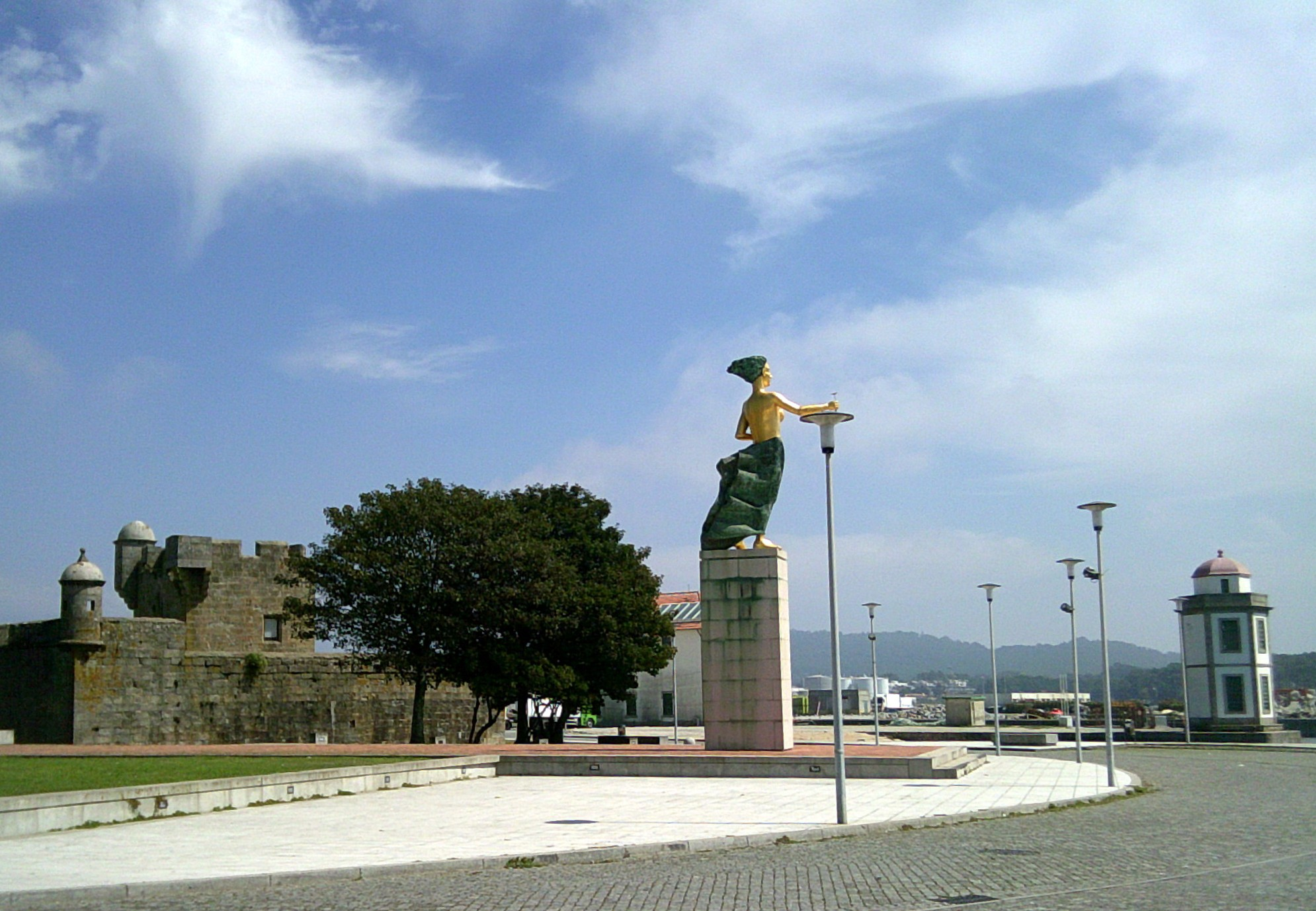
Da esquerda para a direita, Torre da Roqueta, Homenagem à Mulher Vianesa, Torre de Vigia da Barra.

O Porto de Viana do Castelo localiza-se junto à foz do rio Lima, na zona noroeste de Portugal.

## História
Com importância desde a Idade Média, à época dos Descobrimentos Portugueses o porto de Viana do Castelo constitui-se no terceiro porto com maior afluência do país.(Guia da Cidade, 2003)
Na margem sul do rio localiza-se o porto comercial, que opera 24 horas por dia, 365 dias por ano. Possui capacidade para a movimentação de mais de 900 000 toneladas de carga por ano, recebendo navios com até 180 metros de comprimento e até 8 metros de calado. Dotado de um acesso relativamente fácil, é considerado um porto moderno, bem equipado, movimentando carga geral fraccionada (alumínio, aço, madeira em paletes, etc), granéis sólidos (cimento, fertilizantes, caulino, etc), granéis líquidos (asfalto) e carga roll-on/roll-off.
Na margem norte encontram-se o porto de pesca, o de recreio, assim como os Estaleiros Navais de Viana do Castelo.
Os estaleiros navais foram criados em 1944 e caracterizam-se por uma força de trabalho altamente qualificada e competitiva. Estão aparelhados para a construção e reparação de navios químicos, petroleiros, porta-contentores, carga geral além de vasos de guerra.(Instituto Portuário e dos Transportes Marítimos, 2009)
Entre 1924 e 1988, o porto esteve ligado à rede ferroviária pelo Ramal de Viana-Doca, que entroncava na Linha do Minho.